# فایف
فایف (به انگلیسی: Fife) یک شهرستان در بریتانیا است که در اسکاتلند واقع شده‌است.
این شهرستان ۱٬۳۲۵ کیلومتر مربع مساحت و ۳۶۵٬۰۰۰ نفر جمعیت دارد.

## خواهرخوانده
شهرهای آلبوفیرا خواهرخوانده‌های فایف هستند.